# Песня Карлы
«Песня Карлы» (англ. Carla's Song) — художественный фильм британского режиссёра Кена Лоуча, снятый по сценарию Пола Лаверти в 1996 году.

## Сюжет
Действие фильма происходит в 1987 году. Джордж Леннокс, водитель автобуса из Глазго, помог своей случайной пассажирке избежать неприятностей во время проверки билетов. Несколько позже он видит ту же девушку выступающей в импровизированном уличном представлении. После близкого знакомства он узнаёт, что её зовут Карла и она приехала из Никарагуа, находящейся в самом разгаре противостояния пришедших к власти сандинистов и отрядами вооружённых контрас.
Джордж настоял на переезде Карлы из ночлежки в квартиру своего друга. Там она совершает попытку самоубийства. В больнице, лечащий врач сказал Джоржу, что это вторая её попытка за недолгий срок. Карла находится в глубокой депрессии и переживает о судьбе своего близкого друга Антонио — гитариста, выступавшего вместе с ней в агитбригаде. В одну из поездок их автобус попал в засаду и она не знает достоверных сведений о его судьбе.
Джордж принимает решение отправиться вместе с Карлой в Никарагуа. Там они узнают, что Антонио был подвержен жестокой пытке и, искалеченный, с обезображенным лицом, нашёл приют у Брэдли, бывшего агента ЦРУ, перешедшего на сторону революционного правительства. Карла с большим трудом добирается к нему из своей деревни, находящейся в центре боёв. Её сопровождает Джордж, но будучи не в силах снести груз навалившихся на него ужасов гражданской войны, возвращается домой.

## В ролях
- Роберт Карлайл — Джордж
- Оянка Кабесас — Карла
- Скотт Гленн — Брэдли
- Сальвадор Эспиноса — Рафаэль
- Луиза Гудолл — Морин
- Ричард Лоса — Антонио
- Гэри Льюис — Сэмми

## Награды и номинации
- 1996 — участие в конкурсной программе Венецианского кинофестиваля, где лента была удостоена почётной золотой медали итальянского сената (Кен Лоуч).
- 1996 — номинация на премию «Золотая лягушка» международного кинофестиваля операторского искусства Camerimage (Барри Экройд).
- 1996 — Приз «Корал» Гаванского кинофестиваля за лучшую работу нелатиноамериканского режиссёра на латиноамериканскую тематику (Кен Лоуч).
- 1997 — номинация на премию BAFTA за лучший британский фильм (Кен Лоуч, Салли Хиббин).
- 1997 — номинация на премию BAFTA Scotland за лучший фильм (Кен Лоуч, Салли Хиббин, Пол Лаверти).
- 1998 — кинопремия газеты Evening Standard за лучшую мужскую роль (Роберт Карлайл).
- 1998 — Премия Лондонского кружка кинокритиков лучшему британскому актёру года (Роберт Карлайл).